# ジュリア・ファルネーゼ

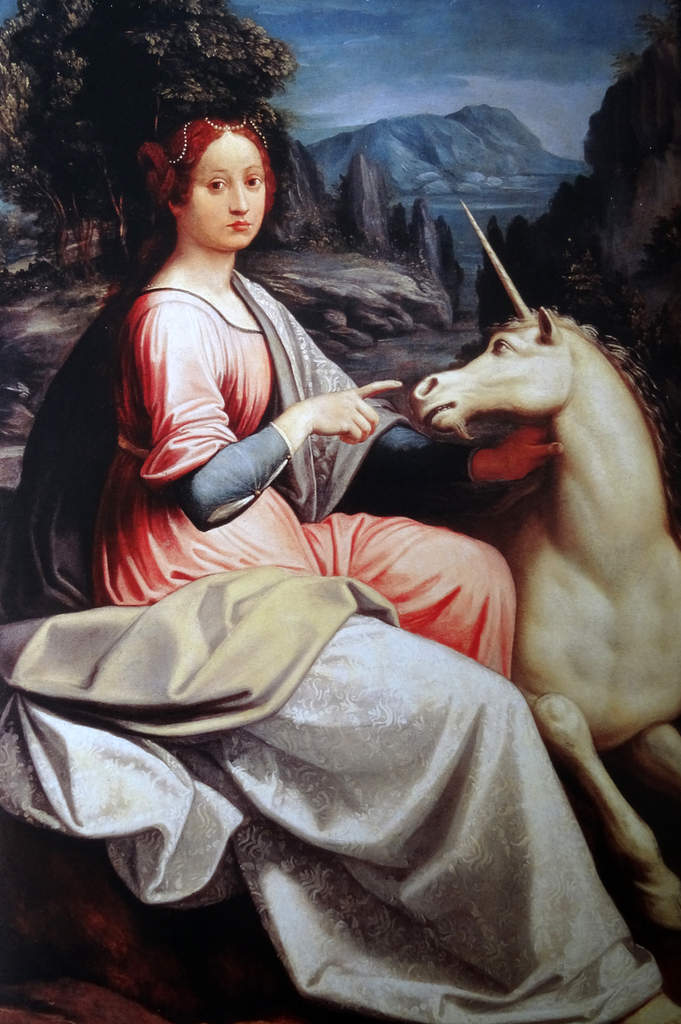
ジュリア・ファルネーゼの肖像画といわれるルカ・ロンギの『貴婦人と一角獣』。1507年頃。 サンタンジェロ城所蔵。

ジュリア・ファルネーゼ（Giulia Farnese、1474年 - 1524年3月23日）は、ローマ教皇アレクサンデル6世の愛妾の1人。「麗しのジュリア」を意味するジュリア・ラ・ベッラ（Giulia la bella）と呼ばれた。ロレンツォ・プッチは彼女を「最上の目の保養」と呼び、アレクサンデル6世の息子チェーザレ・ボルジアは彼女について「暗い色をしたその黒い瞳は、丸みを帯びた顔に独特の情熱を与えている」と述べている。

## 生涯
ジュリアはイタリア・ラティウム地方のカニーノで、モンタルト・ディ・カストロの領主ピエルルイージ・ファルネーゼ（1435年 - 1487年）と、その妻ジョヴァンナ・カエターニの第3子長女として生まれた。母の実家カエターニ家は教皇ボニファティウス8世を輩出した古参の名門であった。ジュリアには4人の兄弟姉妹がおり、長兄のアレッサンドロ（後の教皇パウルス3世）は公証人だったが、後に教会に入って聖職者の道を歩んだ。次兄のバルトロメオは父の後を継いでモンタルトの領主となり、ロランダ・モナルデスキと結婚して子をもうけた。ジュリアのすぐ下の弟アンジェロもやはり領主で、レッラ・オルシーニと結婚して女系子孫を残した。一番下はジローラマという妹である。
1489年5月21日、15歳のジュリアはローマでオルシーノ・オルシーニと結婚した。オルシーノの母親アドリアーナ・デ・ミラは野心家で、教皇庁国務副長官ロドリーゴ・ボルジア枢機卿（後の教皇アレクサンデル6世）とは三又従兄妹の関係にあった。オルシーノは斜視で、全く自信のない男だったと言われる。伝記作家マリア・ベロンチによれば、アレクサンデル6世がいつジュリアに情熱を傾けて彼女を愛人にしたのかは、はっきりと分からないという。はっきり判ることは、アレクサンデルの遠縁である姑アドリアーナが、息子がバチカンにおいて高い地位を獲得できる好機とみて、嫁ジュリアの不倫に最終的に賛成していたということである。1493年11月までに、ジュリアはバチカンに隣接して建てられた新築の宮殿にアドリアーナ及び教皇の娘ルクレツィア・ボルジアと共に移住していた。この宮殿は教皇が身近な女性たちの許を頻繁に訪れられるように建てられたものである。教皇とジュリアの情事は広く巷間に知られてゴシップの種となり、ジュリアには「教皇の淫婦」や「キリストの花嫁」といった呼び名がついた。ジュリアとルクレツィアは親友になった。
またジュリアと教皇の愛人関係のおかげで長兄のアレッサンドロは枢機卿の地位を得た。このため詩人パスクイーノはファルネーゼ枢機卿を「スカートの枢機卿」と呼んだ。
ジュリアはラウラという娘を産んだ。ラウラの父親がオルシーノとアレクサンデル6世のどちらなのかは判然としない。マリア・ベロンチはジュリアが夫オルシーノと夫婦関係を保っていたという証拠の存在を信じている。事実がどうであれジュリアは生まれた娘の父親を教皇であると主張した（つまり婚外子だとした）が、これは将来娘の結婚をより有利なものにするためだったかも知れない。1494年、ジュリアは死の床についていた弟アンジェロをカポディモンテに見舞ったとき、教皇の怒りを買った。彼女は夫オルシーノの命令により弟の死後もローマから遠ざけられた。しかしオルシーノは最終的にはジュリアを呼び戻したい教皇による圧力に屈し、ジュリアは愛人の許に戻ることになった。この時フランス王シャルル8世によるイタリア侵攻が始まっており、旅の途中でジュリアはフランス軍の隊長イヴ・ダレールに捕えられた。ダレールは教皇に対し、身代金3000スクードを支払えばジュリアを無事にローマまで送り届ける、という要求を突きつけた。
ジュリアは1499年ないし1500年まで教皇の愛人であったが、この時期には年齢を重ね、教皇の寵愛を失ったように思われる。ベロンチは2人の関係がアドリアーナの友好的なとりなしによって終わったと考えている。夫オルシーノもこの時期に亡くなった。ジュリアはローマからそう遠くないカルボニャーノに移住した。この町はアレクサンデル6世がオルシーノに与えたものだった。教皇は3年後の1503年に死んだ。
ジュリアは1505年、娘ラウラの結婚式に出席するためローマを訪れた。ラウラはアレクサンデル6世の後を継いだ新教皇ユリウス2世の甥ニッコロ・デッラ・ローヴェレと結婚した。ジュリアは娘の結婚後も恋愛の情熱を冷ますことはなかった。名前の知られていない何人かの恋人をもち、寡婦となった翌年の1501年には、ナポリの下級貴族ジョヴァンニ・カペチェ・ディ・ボッズートと再婚した。1506年、ジュリアはカルボニャーノの支配者となった。ジュリアは町の城塞に住まい、のちには町の城門に彼女の名前が刻まれた。町の年代記は、ジュリアが断固とした態度をとる精力的な統治者で、有能な行政手腕の持ち主だったと述べている。ジュリアは1522年までカルボニャーノにいたが、その後ローマに帰った。
ジュリアは1524年、兄アレッサンドロ枢機卿の邸宅で亡くなった。50歳だった。死因ははっきりしない。その10年後の1534年、アレッサンドロはパウルス3世としてローマ教皇の座を勝ちとった。ラウラとニッコロは3人の子をもうけ、オルシーニ家の財産を相続した。